# مستطیل
در هندسه اقلیدسی، مستطیل یا راست‌گوش یا راست‌گوشه (به انگلیسی: Rectangle) یک چهارضلعی است که همه گوشه‌هایش، راست (قائمه) باشند. مستطیل نوعی متوازی‌الأضلاع است که هر دو ضلع همسایه برهم عمودند.
ضلعِ محور x مستطیل را پهنا (عرض) و ضلعِ محور y را درازا (طول) نامند. مساحت مستطیل از حاصل‌ضرب طول در عرض آن و محیط آن از دوبرابر مجموع طول و عرضش به‌دست می‌آید.
به مستطیلی که طول همه ضلع‌هایش برابر باشد چهارگوش (مربع) گویند. در ریاضی مستطیل را با r نشان می‌دهند.

## خصوصیات
یک مستطیل علاوه بر تمام خواص یک متوازی‌الأضلاع خواص زیر را دارد:
- در مستطیل قطرها با هم برابرند.
- همهٔ مستطیل‌ها دایره محیطی دارند.
- در مستطیل تمامی زوایا برابرند.
- مجموع زوایای داخلی مستطیل، ۳۶۰ درجه است.(چهار زاویه ۹۰ درجه)
- دارای دو محور تقارن است.
- قطرها محور تقارن نیستند.
- قطرها همدیگر را نصف می‌کنند
- ضلع های روبرو باهم موازی اند

محیط مستطیل: مجموع هر چهار ضلع (2a+2b)

فرمول محیط یک مستطیل.

مساحت مستطیل: طول×عرض (a×b)